# 산만고피에몬테
산만고피에몬테(이탈리아어: San Mango Piemonte)는 이탈리아 캄파니아주 살레르노도에 있는 코무네이다.